# NGC 6147
NGC 6147 (również PGC 58077) – galaktyka spiralna (Sb), znajdująca się w gwiazdozbiorze Herkulesa. Odkrył ją 26 maja 1849 roku George Stoney – asystent Williama Parsonsa.
W niektórych katalogach i bazach obiektów astronomicznych galaktyka ta nosi oznaczenie NGC 6141, zaś jako NGC 6147 błędnie skatalogowano tam sąsiednią galaktykę PGC 58078.